# Ulrich II van Weimar
Ulrich II van Weimar (circa 1064 - 13 mei 1112) was van 1070 tot aan zijn dood graaf van Weimar-Orlamünde, van 1098 tot 1107 markgraaf van Istrië en van 1098 tot aan zijn dood markgraaf van Krain.

## Levensloop
Ulrich II was een zoon van graaf Ulrich I van Weimar uit diens huwelijk met Sophia van Hongarije, dochter van koning Béla I van Hongarije.
Na de dood van zijn vader in 1070 werd hij graaf van Weimar-Orlamünde. In 1098 erfde hij eveneens de markgraafschappen Istrië en Krain, nadat zijn oudere broer Poppo II zonder mannelijke nakomelingen was overleden. Rond 1107 werd Istrië hem echter ontnomen en ging het over op Engelbert II van Sponheim, wiens vader nog over dit markgraafschap had geregeerd.
Hij was gehuwd met Adelheid (overleden in 1146), dochter van landgraaf Lodewijk de Springer van Thüringen, maar stierf in 1112 zonder nageslacht. Na zijn dood probeerde keizer Hendrik V Weimar-Orlamünde in te nemen, maar het graafschap werd uiteindelijk geërfd door zijn verre familielid Siegfried van Ballenstedt. Het markgraafschap Krain kwam in het bezit van zijn zus Adelheid en kwam later in handen van dier kleinzoon, hertog Koenraad I van Meranië.